# 피에프씨테크놀로지스
피에프씨테크놀로지스(PFCT)는 2015년 2월 설립된 대한민국의 금융 스타트업으로 대출과 투자 서비스를 개발했다. 
2021년 6월 온라인투자연계금융사(이하 온투금융사) 1호로 등록되었으며 2024년 3월, 기존 사명이었던 '피플펀드컴퍼니'에서 '피에프씨테크놀로지스(이하 PFCT)'로 사명을 변경했다. 

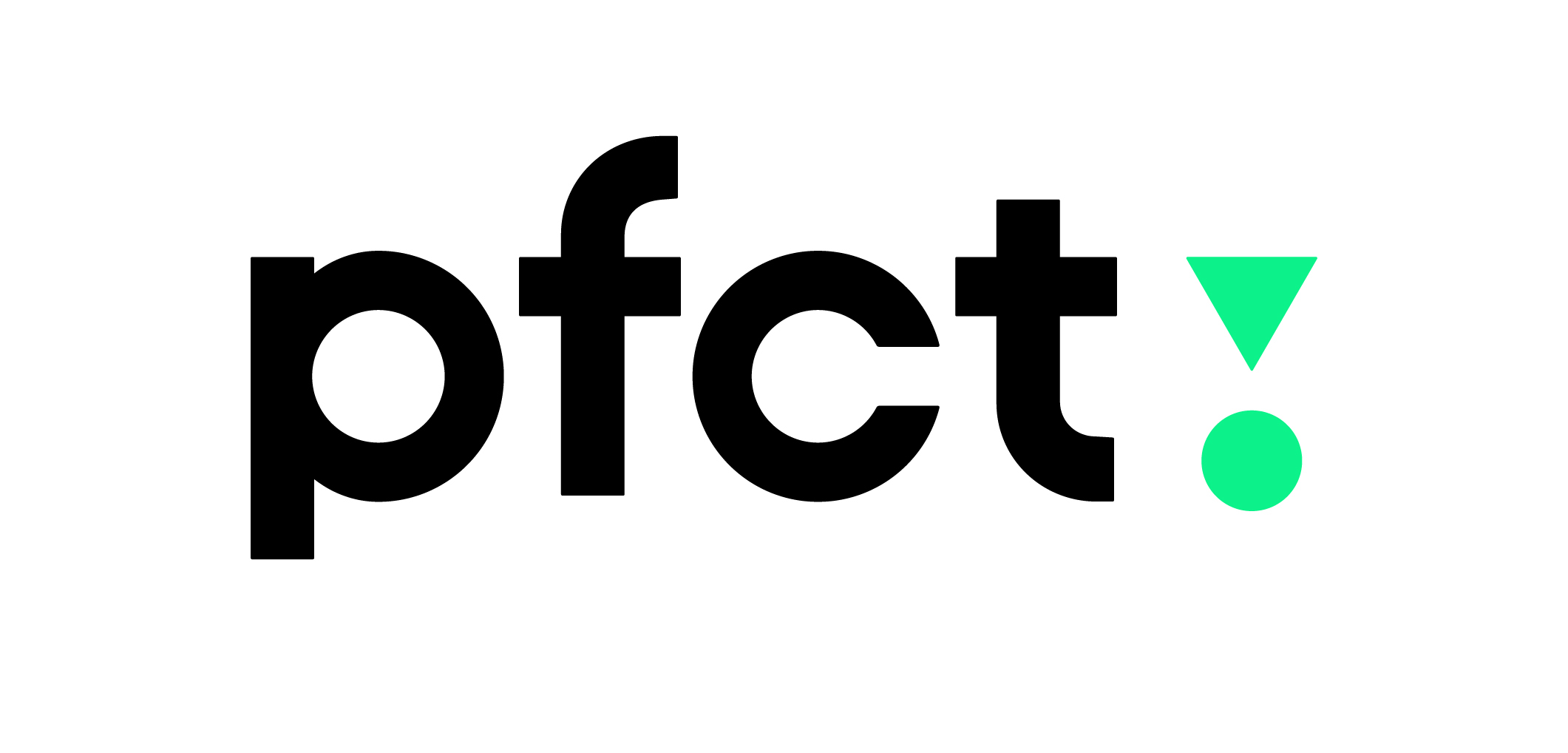
PFCT 공식 로고

PFCT 웹사이트 PFCT 공식 블로그 PFCT 네이버 블로그

### 연혁
| 2024년 3월  | ‘피에프씨테크놀로지스(PFC Technologies)’로 사명 변경                         |
| 2024년 3월  | ‘에어팩’ AI 리스크 관리 솔루션에 대출 승인 및 운영 솔루션 추가               |
| 2024년 2월  | OK금융그룹과 인도네시아 신용평가모형 개발을 위한 MOU 체결                    |
| 2023년 9월  | 국내 금융기관에 AI 기반 리스크 솔루션 에어팩 공급                            |
| 2023년 3월  | 업계 최초 상환금 자동 출금이체(CMS) 프로세스 구현                            |
| 2023년 1월  | 무료신용관리앱 ‘크레딧플래닛’ 런칭                                           |
| 2022년 12월 | ‘ESG 포용대출’ 서비스 시작: 한화시스템의 블록체인 자회사 EBC와 파트너십 체결 |
| 2022년 10월 | 세계 최대 산업공학학회 INFORMS에서 ‘AGOS’ 논문 발표                          |
| 2022년 9월  | 포브스 아시아 100대 유망기업(Forbes Asia 100 To Watch) 선정                  |
| 2022년 6월  | 온투업권 최초 누적 대출 취급액 1.5조원 달성                                  |
| 2021년 11월 | 759억원 투자금 유치(베인캐피탈, 골드만삭스)                                  |
| 2021년 6월  | 온라인투자연계금융사 1호 등록                                                |
| 2021년 4월  | AI연구소 설립                                                                |
| 2020년 9월  | 누적 대출 취급액 1조 달성                                                    |
| 2020년 8월  | 서울시와 '청년 미래 투자 금융 지원 협약' 체결                                |
| 2020년 5월  | IFLR 2020 아태지역 '올해의 딜' 수상                                          |
| 2020년 4월  | 희망을만드는사람들과 '금융소외계층을 위한 포용금융 지원 파트너십' 체결       |
| 2019년 12월 | BPR Universial과 해외 시장 진출 위한 MOU 체결                                |
| 2019년 9월  | ‘신한금융그룹 ‘신한 퓨처스랩 인도네시아 1기 기업’ 선정                       |
| 2018년 11월 | 카카오페이 투자 상품 런칭                                                    |
| 2018년 7월  | 아파트담보대출 상품 출시                                                     |
| 2016년 6월  | 은행 연계 투자 및 개인신용대출 상품 출시                                     |
| 2016년 1월  | '은행통합형 P2P금융모델' 금융위원회 승인 획득                                |
| 2015년 2월  | 주식회사 피플펀드컴퍼니 설립                                                 |

### 사명 변경
- 2024년 2월 말, 사명 변경의 법적 요건 충족을 위해 이사회 및 주총 결의와 등기 절차를 완료하여 ‘피에프씨테크놀로지스(PFC Technologies)’로 사명을 변경했다.
- 회사의 진화된 정체성과 미래 성장 방향을 반영한 결정으로, 글로벌 기술금융기업으로 도약하기 위한 기반을 마련하기 위한 것이라고 한다.
- 피에프씨테크놀로지스는 새로운 금융과 신용관리기술을 개척해가는 정체성(Pioneer in Finance and Credit Technologies)을 함축하는 말인 동시에, 피플펀드컴퍼니(PeopleFund Company)의 첫자를 따와 지난 9년간의 브랜드 자산도 이어가겠다는 의지를 담고 있다.
- 사명 변경과 함께 공개된 새 로고는 피에프씨테크놀로지스의 준말인 워드마크와 느낌표(!)를 연상하게 하는 심볼로 이뤄져 있다. 워드마크의 원형적 디테일은 ‘본질’의 이미지와 ‘보통 사람을 위한’ 금융의 진정한 가치를 드러내며, 알파벳 끝선이 지닌 엣지는 ‘기술/혁신’의 이미지와 ‘보통이 아닌 금융’를 표현한다. 또, 느낌표 형태의 심볼은 위 삼각형과 아래 원으로 구성되어 있는데, 상단의 삼각형은 고객의 정확한 가치를 측정해내는 ‘정밀한 기술력’, 하단의 원형은 금융사각지대에 놓인 중저신용자를 포용해가겠다는 ‘포용성’을 상징한다.
- PFCT 공식 블로그에서에서 사명 변경에 대한 비하인드 스토리를 공개하고 있다.
  - 피플펀드가 PFC Technologies로 새롭게 시작합니다
  - 기술과 사람, 그 사이 ‘우리다움’을 찾다

### 서비스군
- PFC Technologies(이하 PFCT)는 2016년 6월, ‘피플펀드컴퍼니’라는 이름으로 전북은행과 함께 은행통합형 P2P 금융모델을 기반으로 한 개인신용대출 서비스를 시작했다. 피플펀드가 차입자의 신용과 리스크를 산정해 투자자를 모으고, 모인 투자금을 담보로 전북은행이 예금담보대출을 집행하는 방식이다.

- 이 모델은 P2P대부업 등록 없이 영업이 가능한 국내 첫 사례로 금융당국의 승인을 얻은 바 있다. P2P금융회사가 대출을 실행할 수 있는 금융회사로서의 지위를 갖게 되는 온투법이 시행되면서, 피플펀드는 온투대출로의 전환을 위해 은행통합형 P2P 금융모델을 2020년 9월에 종료하였다. 전북은행은 피플펀드의 예치기관으로 파트너십을 유지하고 있다.

- 2023년 1월, 건강한 금융 습관 형성을 지원해 더 좋은 조건으로 금융을 누릴 수 있게 하는 앱서비스 ‘크레딧플래닛’을 출시했다. 크레딧플래닛은 독자적인 기술력을 바탕으로 고객의 신용 상태를 분석하고, 기존 시장에 없던 맞춤형 관리 서비스를 제공한다. 또, 앱 내 AI대출비교 서비스를 통해 본인의 최저 금리와 최대 한도를 확인하고, 최적의 대출 상품을 추천 받을 수 있다.

- 2023년 9월, 개인신용대출의 연체율 및 부실률 감소를 위해 개발한 인공지능(AI) 리스크 솔루션 ‘에어팩(AIRPACK)’을 출시하였고, 그해 10월 롯데카드·전북은행·KB저축은행·다올저축은행 등 주요 금융기관과 공급 계약을 체결했다.

#### 피플펀드(PeopleFund)

##### 개요
- 피플펀드 대출은 은행의 문턱을 넘지 못하는 중저신용자에게 합리적인 중금리(대환)대출을 제공하는 서비스다. 대출을 전체 비대면화해 고객이 시간과 장소에 구애받지 않고 모바일로 손쉽게 대출을 받을 수 있다.
- 피플펀드 투자는 주식, 펀드, 코인 너머로 투자자의 선택 폭을 넓히는 서비스다. 투자자는 신용 또는 주택을 담보로 대출자에게 돈을 빌려주고 연 10%대의 수익을 얻는다. 수익의 변동이 심한 다른 투자 상품에 비해 매달 고정된 이자를 받고, 재투자를 통해 복지 혜택도 누릴 수 있다. 개인부터 전문 투자자, 법인과 금융기관까지 누구나 쉽게 투자자로 참여할 수 있다.

##### 실적
- 소비자 금융을 주력으로 개인신용대출과 주택담보대출을 취급하는 피플펀드 서비스는 2023년 한 해 동안 약 2,760억원의 신규 대출을 취급하며 업계 점유율 1위 자리를 꾸준히 유지하고 있다.
- 12월 말 기준 피플펀드 서비스의 개인신용대출 시장점유율은 약 36.91%, 주택담보대출 시장점유율은 약 36.73%이며, 대출잔액 기준으로 차순위 경쟁사와 그 규모가 2배 이상 격차가 나며 업계를 이끌고 있다. 특히 주택담보대출 시장에서는 차순위 경쟁사와 3배 이상의 격차가 난다.
- 2024년 2월 말 홈페이지 공시 기준 누적 대출취급액은 1조 9,382억원이다.

피플펀드 홈페이지
앱 다운로드(Android)
앱 다운로드(iOS)

#### 에어팩(AIRPACK)

##### 개요
- 2023년 8월 공식 출시한 AI기반의 신용리스크 솔루션.
- '에어팩(AIRPACK)'이라는 B2B 서비스명은 AI 리스크 솔루션 패키지(AI Risk Solution Package)에서 주요 앞글자를 따와 만들어졌다.
- 금융기관의 연체율 및 부실률 감소를 통해 수익성 최적화를 돕는 AI리스크 솔루션 패키지이다. 고도의 AI 기술을 통해 금융사의 자체 신용평가모델로만으로 포착하기 어려운 부실 가능성을 정밀하게 선별하여 금융기관이 대출 상환 능력이 좋은 중신용 고객들을 파악할 수 있도록 한다. 금융사의 자산건전성을 높이고, 동시에 대출자의 금리를 낮추는 역할을 해 대출 시장의 불균형이 해소되도록 한다.
- ‘에어팩’ 서비스 구성은 크게 4가지로 ▲AI 신용리스크 솔루션 3종 소프트웨어, ▲솔루션 성능의 실시간 모니터링 시스템 및 성능 최적화를 위한 솔루션 업그레이드 서비스, ▲리스크 전략 컨설팅, ▲솔루션 도입을 위한 제반 IT시스템 지원이다.

##### 실적
- 2023년 10월, 롯데카드·전북은행·KB저축은행·다올저축은행·JB우리캐피탈 등 국내 주요 금융기관과 AI 리스크 솔루션 에어팩 공급 계약을 체결했다.[22]
- 2024년 3월, ‘에어팩’ 출시 6개월 만에 고성능 신용 및 회생 리스크 관리 솔루션에 이어 최적의 대출 승인 전략을 산출하는 AI 대출 운영 솔루션을 추가로 탑재했다. 이는 대출 시장의 변화가 감지될 때, 금융사의 리스크 관리 목표에 맞춰 대출 승인 전략을 실시간으로 최적화해주는 솔루션이다. 수십년 간 금융사가 손수 관리해오던 영역을 AI 기술로 고성능화 및 자동화를 이루어냈다.[23]

#### 크레딧플래닛(Credit Planet)
- PFCT의 독자적인 기술력을 바탕으로 고객의 신용 상태를 분석하여 맞춤형 관리 서비스를 제공한다. 고객의 건강한 금융 습관 형성을 지원해 더 좋은 조건으로 금융을 누릴 수 있게 하는 앱서비스이다.
- AI대출비교 서비스를 통해 본인의 최저 금리와 최대 한도를 손쉽게 확인하고 최적의 대출 상품을 선택할 수 있도록 돕는다.

앱 다운로드(Android)
앱 다운로드(iOS)
홈페이지

### 투자 유치
- CLSA, 500 Startups, 카카오페이 등으로부터 시리즈 B 투자(189억원)를 유치했고, 베인캐피탈, 골드만삭스로부터 시리즈 C 투자(759억원)를 유치하였다.[24]
- 2023년 1월, PFCT는 247억원 규모의 추가 투자를 유치해 업계 최대 규모의 누적 투자 유치 금액 1,261억 원을 달성했다.

| 총합    | 1,261억 원 | 1,261억 원                                                         | 1,261억 원 |
| 2022.12 | 시리즈 C+  | 베인캐피탈, CLSA 캐피탈 피트너스, 500글로벌, 카카오인베스트먼트 등 | 247억 원   |
| 2021.12 | 시리즈 C   | 베인캐피탈, CLSA 캐피탈 파트너스, 500글로벌, 골드만삭스 등         | 759억 원   |
| 2019.07 | 시리즈 B   | CLSA 캐피탈 파트너스, 500글로벌, 카카오페이 등                     | 198억 원   |
| 2017.06 | 시리즈 A   | D3쥬빌리파트너스, 500글로벌 등                                     | 38억 원    |
| 2015.07 | 시드펀딩   | 500글로벌 등                                                       | 19억 원    |

### 기술력
- 업계에서는 유일하게 마이데이터 예비인가 획득은 물론, CSS 모델링 및 AI 기술 전문가들로 구성된 AI연구소를 설립해 데이터와 AI 기반의 리스크 관리 기술력 확보에 주력하고 있다.
- 2020년 5월, IFLR 2020 APAC 어워즈는 ‘구조화금융·자산유동화 부문’에서 피플펀드 구조화 상품을 ‘올해의 딜’ 수상자로 발표했다.IFLR ‘올해의 딜’ 부문에서 국내 핀테크 기업이 수상한 것은 PFCT(구.피플펀드)가 최초이다.[25]
- 2022년 4월 금융권 개발자를 대상으로 개최한 '아마존웹서비스(AWS) 게임데이’에서 카카오뱅크, 토스뱅크, 삼성화재 등 쟁쟁한 경쟁자를 뚫고 PFCT(구.피플펀드) 개발팀이 우승하였다.[26]
- 2022년 8월, 글로벌 경제 잡지 포브스 아시아가 발표한 ‘Forbes Asia 100 to Watch 2022’에 PFCT(구.피플펀드)가 선정되었다. 포브스는 특히 피플펀드 서비스에 대해 AI 기반의 신용평가모형을 통한 낮은 연체율이 강점이라고 소개했다.[27]

1. ↑  “PFCT - PFC Technologies”. 2024년 3월 20일에 확인함.
2. ↑  문혜현 (2024년 3월 5일). “은행도 선택한 피플펀드의 ‘AI 리스크 솔루션 패키지’…대출 승인 전략도 짜준다”. 2024년 3월 20일에 확인함.
3. ↑  머니투데이 (2024년 2월 22일). “피플펀드, OK금융그룹과 손잡고 인도네시아 신용평가모형 개발”. 2024년 3월 20일에 확인함.
4. ↑  조선비즈 (2023년 10월 30일). “피플펀드, 전북은행·롯데카드 등과 AI 기반 리스크 솔루션 공급 계약”. 2024년 3월 20일에 확인함.
5. ↑  “피플펀드, JB우리캐피탈에 AI 리스크 솔루션 공급”. 2024년 3월 20일에 확인함.
6. ↑  머니투데이 (2023년 3월 16일). “온투금융업도 '자동수금' 된다…피플펀드, 업권 최초 개발·도입”. 2024년 3월 20일에 확인함.
7. ↑  뉴스1 (2022년 12월 19일). “피플펀드, 긱워커 위한 'ESG 포용 대출' 서비스 시작”. 2024년 3월 20일에 확인함.
8. ↑  이시은 (2022년 10월 21일). “피플펀드, 산업공학 최대 학회 '인폼스'서 대출 전략 AI 기술 공개”. 《한국경제》.
9. ↑  Team, Forbes Asia. “Forbes Asia 100 To Watch 2022” (영어). 2024년 3월 20일에 확인함.
10. ↑  “피플펀드 상반기 대출 2973억 취급…누적 대출 1조 5000억원 돌파”. 2022년 7월 29일. 2024년 3월 20일에 확인함.
11. ↑  “피플펀드, 베인캐피탈·골드만삭스 등으로부터 759억원 투자금 유치”. 2021년 12월 1일. 2024년 3월 20일에 확인함.
12. ↑  “피플펀드 "마이데이터 활용 중금리 대출 늘릴 것"”. 2021년 8월 2일. 2024년 3월 20일에 확인함.
13. ↑  “서울시·피플펀드 `징검다리 대출` 청년에 이자 최대 7%P까지 지원”. 2020년 8월 17일. 2024년 3월 20일에 확인함.
14. ↑  NEWSIS (2020년 5월 11일). “피플펀드, IFLR 어워드 '올해의 딜' 수상…핀테크 처음”. 2024년 3월 20일에 확인함.
15. ↑  “피플펀드-희만사 금융소외계층을 위한 포용금융 지원 MOU”. 2020년 4월 6일. 2024년 3월 20일에 확인함.
16. ↑  기자, 차현아 (2019년 12월 17일). “피플펀드, 인니 은행 BPR유니버설과 업무협약 “P2P모델 수출"”. 2024년 3월 20일에 확인함.
17. ↑  기자, 주승호 (2019년 9월 4일). “신한퓨처스랩, 지원 기업 6곳 추가 발표”. 2024년 3월 20일에 확인함.
18. ↑  “"내일부터 카카오톡에서 피플펀드 등 P2P금융 투자 가능"”. 2018년 11월 19일. 2024년 3월 20일에 확인함.
19. ↑  “피플펀드, 비대면 전용 아파트담보대출 상품 출시”. 2018년 7월 24일. 2024년 3월 20일에 확인함.
20. ↑  이데일리 (2016년 6월 1일). “피플펀드, 은행통합형 P2P금융 서비스 출시”. 2024년 3월 20일에 확인함.
21. ↑  조선비즈 (2021년 3월 21일). “[핀테크 열풍, 그후 1년]③"불편한 서비스 찾아라"…틈새 뚫은 개척자들”. 2024년 3월 20일에 확인함.
22. ↑  “PFCT - PFC Technologies”. 2024년 3월 20일에 확인함.
23. ↑  “PFCT - PFC Technologies”. 2024년 3월 20일에 확인함.
24. ↑  “PFCT - PFC Technologies”. 2024년 3월 20일에 확인함.
25. ↑  김다운. “피플펀드, 핀테크 기업 최초 IFLR 아태지역 '올해의 딜' 수상”. 2024년 3월 20일에 확인함.
26. ↑  “테크M : 네이버 블로그”. 2024년 3월 20일에 확인함.
27. ↑  Team, Forbes Asia. “Forbes Asia 100 To Watch 2022” (영어). 2024년 3월 20일에 확인함.